# Piper lagoaense
Piper lagoaense är en pepparväxtart som beskrevs av C. Dc.. Piper lagoaense ingår i släktet Piper och familjen pepparväxter. Inga underarter finns listade i Catalogue of Life.